# Scirpodendron
Scirpodendron es un género de plantas herbáceas de la familia de las ciperáceas.   Comprende 6 especies descritas y de estas, solo 2 aceptadas.

## Taxonomía
El género fue descrito por Zipp. ex Kurz y publicado en Journal of the Asiatic Society of Bengal. Part 2. Natural History 38: 84. 1869. La especie tipo es: Scirpodendron costatum Kurz

## Especies aceptadas
A continuación se brinda un listado de las especies del género Scirpodendron aceptadas hasta febrero de 2014, ordenadas alfabéticamente. Para cada una se indica el nombre binomial seguido del autor, abreviado según las convenciones y usos.
- Scirpodendron bogneri S.S.Hooper
- Scirpodendron ghaeri (Gaertn.) Merr.